# Лосиноостровский электротехнический завод
Лосиноостровский электротехнический завод — московское предприятие, специализирующееся на выпуске средств железнодорожной автоматики, телемеханики и связи.

## История
В 1918 году в ходе слияния Ярославских мастерских Северной железной дороги при Ярославском заводе с Лосиноостровскими мастерскими, занимавшимися починкой часов, телефонов и прочей техники, были открыты «Главные мастерские службы связи и электротехники» Северной ж. д., которые и послужили базой для Лосиноостровского электротехнического завода имени Ф. Э. Дзержинского. В 1921 году была открыта линия по починке телеграфных аппаратов Морзе и Бодо, жезловых устройств Вэбба — Томпсона и паровозных приборов Гаусгельтера.
В 1938 году после основания треста «Транссигналсвязьзаводы» НКПС переименовал мастерские в Лосиноостровский электротехнический завод имени Ф. Э. Дзержинского, было дано задание наладить производство современной продукции для железнодорожного транспорта: телефонные коммутаторы системы Комарова; электромагнитные дефектоскопы системы Колесникова-Матвеева для нахождения невидимых для невооружённого глаза поверхностных дефектов в шейках осей колёсных пар поездов.
В годы Великой Отечественной войны завод был перевезён в Саксаульск, где был оперативно налажен выпуск аппаратов Морзе для военных нужд. В 1946 году завод запустил массовый выпуск приборов (дросселей) для люминесцентного освещения, выпуск щитовых электроизмерительных приборов — амперметров, вольтметров и электромагнитных дефектоскопов для нахождения мелких поверхностных дефектов со средней необработанной части колёсных пар поездов.
В 1947 году ЛОЭТЗ начал массовое производство приборов маршрутно-контрольных устройств (МКУ) системы Наталевича, нужных для ведения контроля дежурным по станции (ДСП) за работой стрелочника по налаживанию маршрутов прибытия и отправления составов.
В 1955 году был начат выпуск пультов маршрутно-релейной централизации (МРЦ), табло диспетчерского контроля (ДК), пультов диспетчерской централизации (ДЦ), сигнальных механизмов типа ПС-45 для светофоров прожекторного типа, что дало толчок профилированию завода на производство диспетчерской аппаратуры СЦБ. Позже завод запустил выпуск более сложной аппаратуры — стативы штепсельных реле типа КПС-2/3, приборы коммуникации типа КМСС, УКССЗ, фильтров «Б», электронная аппаратура телеуправления тяговых подстанций типа БСТ, пульты горочные типа ПГА-3 для облегчения сортировки вагонов на горках.
В 1962 году к Лосиноостровскому заводу присоединился Загорский Электромеханический завод, став его цехом. На данный момент главной продукцией завода являются механизмы тональных рельсовых цепей (ТРЦ), в том числе путевые приёмники, путевые генераторы, фильтры рельсовых цепей, блоки выпрямителей сопряжений, выравнивающие трансформаторы. Эта аппаратура устанавливается вдоль железнодорожных путей и обеспечивает работу светофоров, на которую влияет загруженность пути.
Кроме того, завод производит: диспетчерские пульты для контроля работы стрелок и сигналов на железнодорожных платформах и сортировочных горках; коммуникационную аппаратуру, нужную для осуществления громкоговорящей парковой связи на железнодорожных платформах и для налаживания сетей громкоговорящего оповещения на железнодорожных вокзалах, пассажирских станциях и в метро.
Лосиноостровский ЭТЗ — это базовое предприятие Министерства путей сообщения России, завод пытается стать конкурентоспособным современным предприятием, имеющим собственную высокотехнологичную производственную базу, благодаря которой качество продукции находится на высоком уровне.
Министерством путей сообщения России специально для завода подписало комплексную программу развития и роста производственных мощностей Лосиноостровского ЭТЗ МПС России на 2000—2004 годы.
На Лосиноостровском ЭТЗ была внедрена и с 1978 года работала комплексная система управления качеством продукции (КС УКП), дававшая возможность обеспечивать заказчиков современной электротехнической аппаратурой для использования на железных дорогах СССР. Разработка КС УКП дала возможность пошагово улучшать методику контроля, а также выйти на новый уровень качества при сдаче продукции ОТК с первого предъявления.
В данный момент во исполнение указания МПС РФ от 3 февраля 2000 года Лосиноостровский ЭТЗ занимается разработкой системы управления качеством на базе ГОСТ Р ИСО 9001, а также готовится к проведению сертификации продукции и производства в системе сертификации федерального железнодорожного транспорта (ССФЖТ).